# Oncko Wicher Star Numan

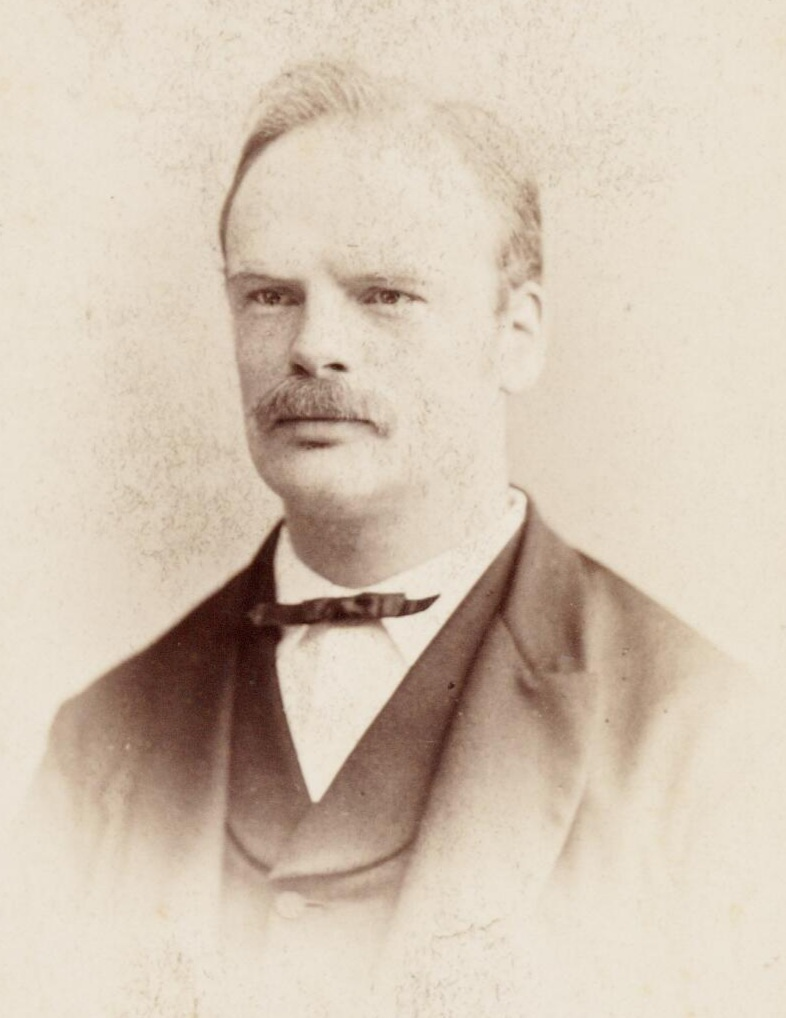
Oncko Wicher Star Numan

Oncko Wicher Star Numan (Groningen, 4 september 1840 – 's-Gravenhage, 4 november 1899) was griffier van de Eerste Kamer der Staten-Generaal van 1880 tot 1899. Hij was de eerste niet-adellijke persoon die deze functie vervulde.

## Loopbaan
Numan, telg uit het geslacht Numan en zoon van de Groninger hoogleraar prof. mr. Cornelis Star Numan (1807-1857), begon zijn loopbaan na studies letteren (kandidaats) en Romeins en hedendaags recht, afgerond met een promotie, te Leiden als advocaat in 's-Gravenhage. Hij was commies-griffier van de Tweede Kamer der Staten-Generaal van 1870 tot 1878 en commies-griffier van de Eerste Kamer van 1878 tot 1880, waarna de Eerste Kamer hem tot griffier benoemde. Hij stond bekend om zijn werklust en grote encyclopedische kennis.
Hij vervulde diverse nevenfuncties. Zo was hij lid van het College van Curatoren van de Rijksuniversiteit Leiden. Hij zette zich in voor de zorg voor verwaarloosde en verlaten meisjes, en voor ongehuwde moeders. Ook was hij lid van de Algemene Synodale commissie van de Nederlandse Hervormde Kerk.
Hij was Ridder in de Orde van de Nederlandse Leeuw.
Numan was getrouwd met jkvr. Johanna Agathe van Swinderen (1844-1898), telg uit het geslacht Van Swinderen. Ze hadden drie kinderen. De familie bewoonde het pand Sophialaan 10 in Den Haag. Hun dochter Catharina Cornelia Star Numan (1879-1965) werd later de echtgenote van de burgemeester Evert Jan Thomassen à Thuessink van der Hoop van Slochteren.

## Publicaties
O.W. Star Numan, Cornelis van Bynkershoek: zijn leven en zijne geschriften, dissertatie, 1869.